# União dos Comitês Olímpicos Nacionais Árabes
A União dos Comitês Olímpicos Nacionais Árabes (acrônimo em inglês:  UANOC; em árabe: إتحاد اللجان الأولمبية الوطنية العربية) é a entidade responsável por organizar os eventos esportivos realizados entre os vinte e dois países-membros da Liga Árabe. Sua sede está localizada em Riad, capital da Arábia Saudita.

## Presidente
O presidente da UANOC é o saudita SAR Príncipe Nawaf Bin Faisal Bin Fahd Bin Abdul Aziz, que também acumula os cargos de presidente do Comitê Olímpico Saudita, da Federação Saudita de Futebol e da Associação de Futebol da União Árabe.

## Evento
- Jogos Pan-Arábicos

## Países-membros
| Nação                  | Código | Comitê Olímpico Nacional                         | Fundação  | Ref.   |
| ---------------------- | ------ | ------------------------------------------------ | --------- | ------ |
| Arábia Saudita         | KSA    | Saudi Arabian Olympic Committee                  | 1964/1965 | [ 2 ]  |
| Argélia                | ALG    | Comité Olympique Algérien                        | 1963/1964 | [ 3 ]  |
| Bahrein                | BRN    | Bahrain Olympic Committee                        | 1978/1979 | [ 4 ]  |
| Comores                | COM    | Comité Olympique et Sportif des Iles Comores     | 1979/1993 | [ 5 ]  |
| Djibuti                | DJI    | Comité National Olympique Djiboutien             | 1983/1984 | [ 6 ]  |
| Egito                  | EGY    | Egyptian Olympic Committee                       | 1910      | [ 7 ]  |
| Emirados Árabes Unidos | UAE    | United Arab Emirates National Olympic Committee  | 1979/1980 | [ 8 ]  |
| Iêmen                  | YEM    | Yemen Olympic Committee                          | 1971/1981 | [ 9 ]  |
| Iraque                 | IRQ    | National Olympic Committee of Iraq               | 1948      | [ 10 ] |
| Jordânia               | JOR    | Jordan Olympic Committee                         | 1957/1963 | [ 11 ] |
| Kuwait                 | KUW    | Kuwait Olympic Committee                         | 1957/1966 | [ 12 ] |
| Líbano                 | LIB    | Lebanese Olympic Committee                       | 1947/1948 | [ 13 ] |
| Líbia                  | LBA    | Libyan Olympic Committee                         | 1962/1963 | [ 14 ] |
| Marrocos               | MAR    | Comité Olympique Marocain                        | 1959      | [ 15 ] |
| Mauritânia             | MTN    | Comité National Olympique et Sportif Mauritanien | 1962/1979 | [ 16 ] |
| Omã                    | OMA    | Oman Olympic Committee                           | 1982      | [ 17 ] |
| Palestina              | PLE    | Palestine Olympic Committee                      | 1995      | [ 18 ] |
| Catar                  | QAT    | Qatar Olympic Committee                          | 1979/1980 | [ 19 ] |
| Síria                  | SYR    | Syrian Olympic Committee                         | 1948      | [ 20 ] |
| Somália                | SOM    | Somali Olympic Committee                         | 1959/1972 | [ 21 ] |
| Sudão                  | SUD    | Sudan Olympic Committee                          | 1956/1959 | [ 22 ] |
| Tunísia                | TUN    | Comité National Olympique Tunisien               | 1957      | [ 23 ] |